# Amphoe Thawat Buri
Amphoe Thawat Buri (Thai: อำเภอ ธวัชบุรี) ist ein Landkreis (Amphoe – Verwaltungs-Distrikt) in der Provinz Roi Et. Die Provinz Roi Et liegt in der Nordostregion von Thailand, dem so genannten Isan.

## Geographie
Amphoe Thawat Buri grenzt an die folgenden Landkreise (von Norden im Uhrzeigersinn): an die Amphoe Chiang Khwan, Selaphum, Thung Khao Luang, At Samat und Mueang Roi Et. Alle Amphoe liegen in der Provinz Roi Et.

## Geschichte
Der Bezirk wurde 1913 von Uthai Roi Et (อุไทยร้อยเอ็ด) in Saeng Badan (แซงบาดาล) umbenannt. Im Jahr 1939 erhielt er seinen heutigen Namen Thawat Buri.

## Verwaltungseinheiten

### Provinzverwaltung
Der Landkreis Thawat Buri ist in zwölf Tambon („Unterbezirke“ oder „Gemeinden“) eingeteilt, die sich weiter in 147 Muban („Dörfer“) unterteilen.
| Nr.  | Name         | Thai    | Muban | Einw. |
| ---- | ------------ | ------- | ----- | ----- |
| 01.  | Niwet        | นิเวศน์   | 17    | 9.296 |
| 02.  | Thong Thani  | ธงธานี   | 10    | 6.175 |
| 03.  | Nong Phai    | หนองไผ่  | 18    | 7.587 |
| 04.  | Thawat Buri  | ธวัชบุรี   | 12    | 4.737 |
| 06.  | Um Mao       | อุ่มเม้า   | 15    | 7.456 |
| 07.  | Ma-ue        | มะอึ     | 10    | 5.513 |
| 010. | Khwao Thung  | เขวาทุ่ง  | 10    | 4.462 |
| 015. | Phaisan      | ไพศาล   | 09    | 3.973 |
| 017. | Mueang Noi   | เมืองน้อย | 13    | 5.155 |
| 020. | Bueng Nakhon | บึงนคร   | 13    | 6.175 |
| 022. | Ratchathani  | ราชธานี  | 11    | 3.653 |
| 024. | Nong Phok    | หนองพอก | 09    | 4.086 |

Hinweis: Die fehlenden Nummern (Geocodes) beziehen sich auf die Tambon, die heute zu Chiang Khwan und Thung Khao Luang gehören.

### Lokalverwaltung
Es gibt fünf Kommunen mit „Kleinstadt“-Status (Thesaban Tambon) im Landkreis:
- Thong Thani (Thai: เทศบาลตำบลธงธานี) bestehend aus dem kompletten Tambon Thong Thani und Teilen des Tambon Bueng Nakhon.
- Ban Niwet (Thai: เทศบาลตำบลบ้านนิเวศน์) bestehend aus Teilen des Tambon Niwet.
- Um Mao (Thai: เทศบาลตำบลอุ่มเม้า) bestehend aus dem kompletten Tambon Um Mao.
- Ma-ue (Thai: เทศบาลตำบลมะอึ) bestehend aus dem kompletten Tambon Ma-ue.
- Niwet (Thai: เทศบาลตำบลนิเวศน์) bestehend aus Teilen des Tambon Niwet.

Außerdem gibt es acht „Tambon-Verwaltungsorganisationen“ (องค์การบริหารส่วนตำบล – Tambon Administrative Organizations, TAO):
- Nong Phai (Thai: องค์การบริหารส่วนตำบลหนองไผ่) bestehend aus dem kompletten Tambon Nong Phai.
- Thawat Buri (Thai: องค์การบริหารส่วนตำบลธวัชบุรี) bestehend aus dem kompletten Tambon Thawat Buri.
- Khwao Thung (Thai: องค์การบริหารส่วนตำบลเขวาทุ่ง) bestehend aus dem kompletten Tambon Khwao Thung.
- Phaisan (Thai: องค์การบริหารส่วนตำบลไพศาล) bestehend aus dem kompletten Tambon Phaisan.
- Mueang Noi (Thai: องค์การบริหารส่วนตำบลเมืองน้อย) bestehend aus dem kompletten Tambon Mueang Noi.
- Bueng Nakhon (Thai: องค์การบริหารส่วนตำบลบึงนคร) bestehend aus Teilen des Tambon Bueng Nakhon.
- Ratchathani (Thai: องค์การบริหารส่วนตำบลราชธานี) bestehend aus dem kompletten Tambon Ratchathani.
- Nong Phok (Thai: องค์การบริหารส่วนตำบลหนองพอก) bestehend aus dem kompletten Tambon Thung Khao Luang.